# Estação Ferroviária de Albufeira-Ferreiras
A estação ferroviária de Albufeira-Ferreiras, por vezes e originalmente conhecida apenas como Albufeira, é uma interface da Linha do Algarve, que serve as localidades de Albufeira e Ferreiras, na região do Algarve, em Portugal. Foi inaugurada em 1 de Julho de 1889, como parte do lanço entre Amoreiras e Faro.

## Descrição

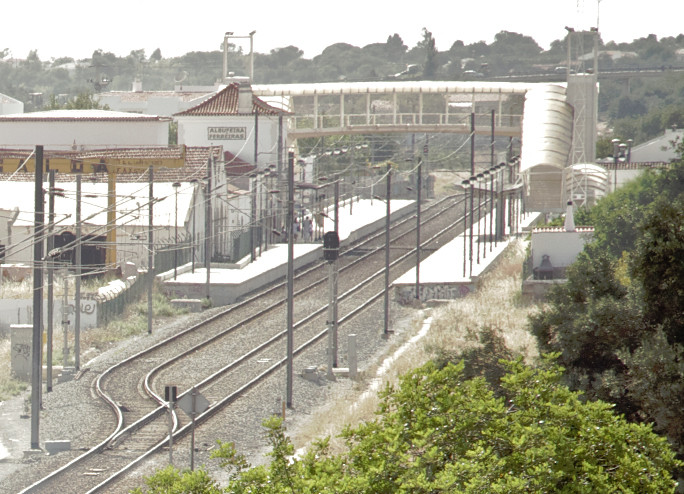
Panorâmica da estação, em 2011.

### Localização e acessos
Esta interface tem acesso pelo Largo da Estação, na localidade de Ferreiras, a quase sete quilómetros de distância do centro localidade nominal primária (Rot. Pescadores), dispondo de um serviço de táxis e de camionagem intramunicipal (carreiras Giro 5 e 11).

### Infraestrutura
Esta interface apresenta apenas duas vias de circulação (I e II), ambas com 450 m de extensão e cada uma acessível por plataforma de 301 m de comprimento e 90 cm de altura. O edifício de passageiros situa-se do lado sudoeste da via (lado direito do sentido ascendente, a Vila Real de Santo António).

### Serviços
Em dados de 2023, esta interface é servida por comboios de passageiros da C.P. de tipo regional tipicamente com nove circulações diárias em cada sentido entre Lagos e Faro, de tipo intercidades com três circulações diárias em cada sentido entre Lisboa - Santa Apolónia e Faro, e de tipo Alfa Pendular com duas circulações diárias em cada sentido entre Porto-Campanhã e Faro.

## História

### Planeamento e construção

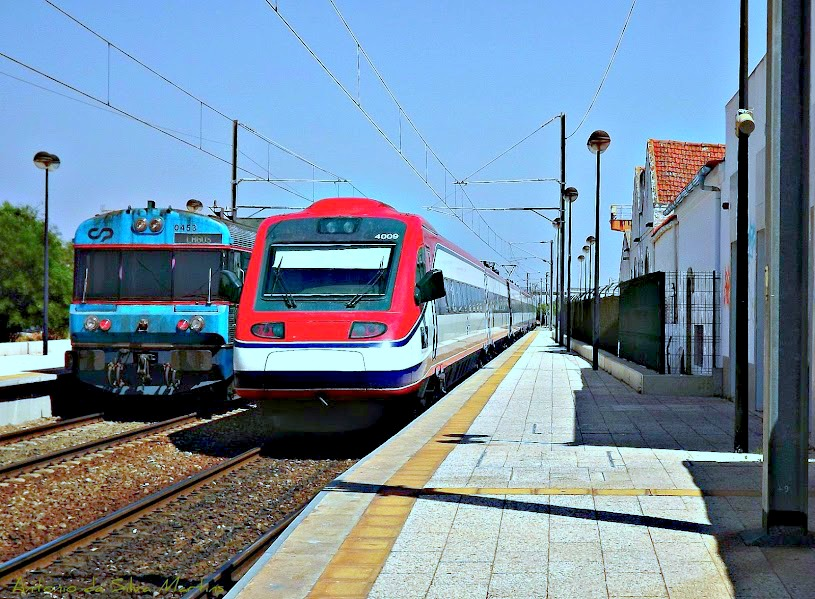
Regional e Alfa Pendular em Albufeira, na década de 2010.

Em 21 de Abril de 1864, é assinado um contrato entre o governo e a Companhia dos Caminhos de Ferro do Sueste, no sentido de construir a linha férrea entre Beja e o Algarve. Em 1 de Julho de 1875, foi publicada uma portaria encarregando Nuno Augusto de Brito Taborda, director do Caminho de Ferro do Sueste, de criar o plano definitivo para o Caminho de Ferro do Algarve, e no mesmo dia foi publicado um decreto que ordenou o estado a construir esta linha férrea. O concurso correspondente teve lugar em 26 de Janeiro de 1876. Nos finais de 1876, a via entre Faro e São Bartolomeu de Messines encontrava-se totalmente assente, faltando ainda concluir a linha férrea desde aquele ponto até Casével. Em 1888, estava prevista para Dezembro a construção de várias estações, incluindo Albufeira. O lanço entre Amoreiras e Faro foi inaugurado em 1 de Julho de 1889, sendo nessa altura conhecido como Caminho de Ferro do Sul.
A estação foi construída a cerca de 6,5 km da localidade de Albufeira, tendo existido um serviço de trem de besta para transporte dos viajantes, durante os primeiros anos de funcionamento.

### Século XX
Em 1913, a ligação entre a gare e a vila de Albufeira era feita por carreiras de diligências, que também iam até Paderne.
Em Novembro de 1926, esta estação passou a ser servida por comboios rápidos. Em 11 de Maio de 1927, a rede dos Caminhos de Ferro do Estado passou a ser explorada pela Companhia dos Caminhos de Ferro Portugueses. Em 1933, aquela empresa realizou várias obras de reparação e melhoramento na estação de Albufeira, no âmbito de um programa de restauro e modernização das antigas interfaces do Estado. No ano seguinte, voltaram a ser feitas obras de reparação nesta estação. Em 1938, a Empresa de Viação do Algarve iniciou um serviço de autocarros neste percurso, tendo sido a primeira carreira rodoviária regular no Algarve. (Em dados de 2021, nenhuma carreira de transporte público rodoviário coletivo da rede regional Vamus Algarve, gerida pela mesma empresa, m.m., efetua paragem junto à estação.)

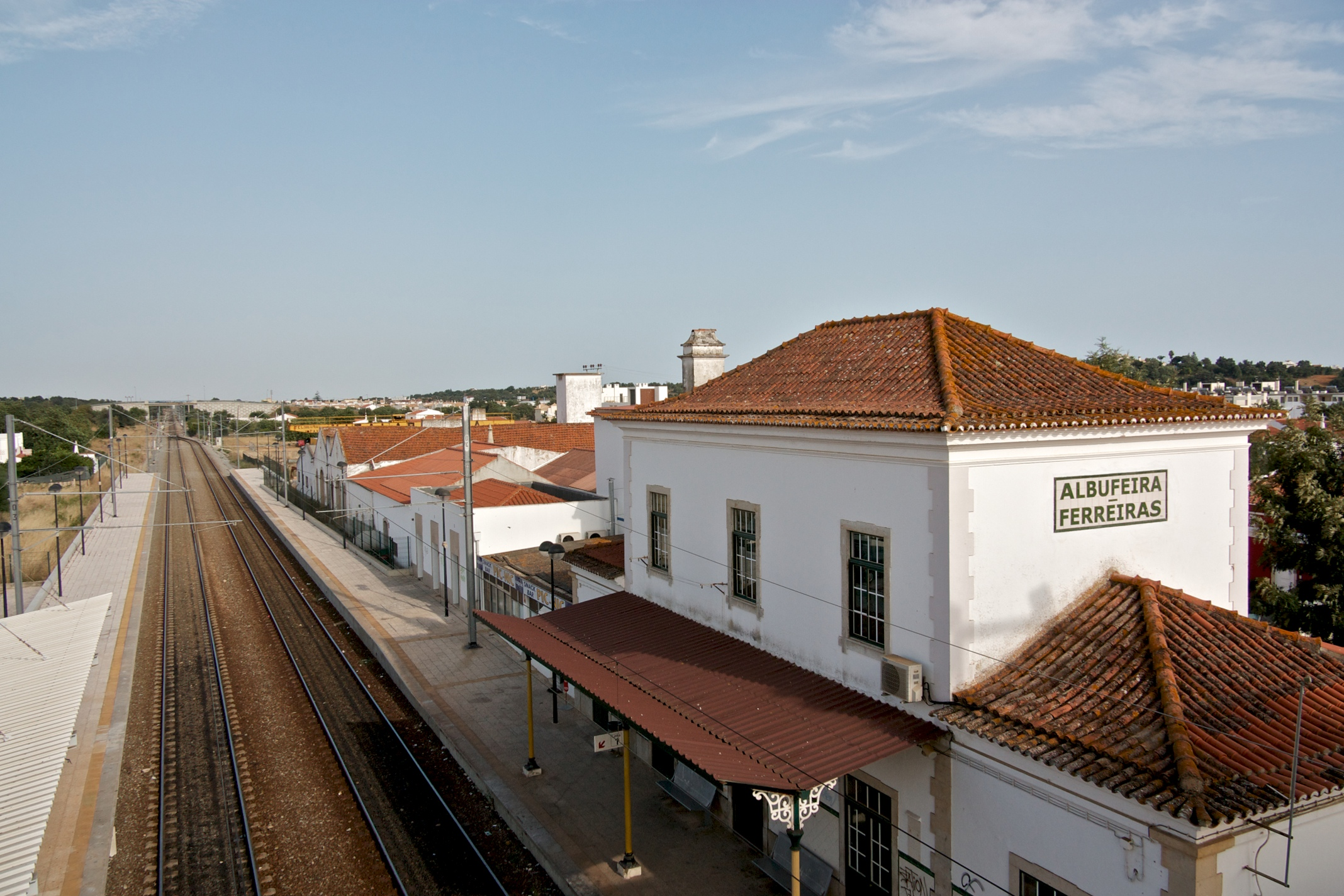
Panorâmica da estação, em 2011.

Um diploma da Direcção Geral de Caminhos de Ferro, publicado no Diário do Governo n.º 194, II Série, de 21 de Agosto de 1940, aprovou o plano para a modificação e ampliação das vias de resguardo e dos cais na estação de Albufeira.
Durante as décadas de 1970-1980, nesta estação inseria-se na rede ferroviária  o ramal Albufeira-Escarpão, no enfiamento do sentido ascendente; em 2011 estava já encerrado.

### Século XXI
Em 2007, a estação de Albufeira apresentava duas vias de circulação, ambas com 455 m de extensão, e duas plataformas, ambas com 300 m de comprimento, e as informações sonoras aos passageiros eram realizadas a partir da Estação de Faro. Em 2011, ambas as linhas já tinham sido prolongadas para os 469 m de comprimento, e as plataformas também já tinham sido alteradas, passando ambas a apresentar 301 m de extensão, e 65 cm de altura — valores mais tarde ampliados para os atuais.